# Witbrauwtangare
De witbrauwtangare (Chlorospingus pileatus) is een zangvogel uit de familie Emberizidae (Gorzen).

## Verspreiding en leefgebied
Deze soort telt 2 ondersoorten:
- C. p. pileatus: Costa Rica en westelijk Chiriquí (westelijk Panama).
- C. p. diversus: oostelijk Chiriqui.